# Kärrsvartlöpare
Kärrsvartlöpare (Pterostichus nigrita) är en skalbaggsart som först beskrevs av Gustaf von Paykull 1790.  Kärrsvartlöpare ingår i släktet Pterostichus, och familjen jordlöpare. Arten är reproducerande i Sverige.